# オープン・マリッジ
オープンマリッジとは、一般的に、夫婦間以外の性的な関係に対して、相互の合意の下に開かれている結婚の形。性の革命の時代1970年代に多く試みられた。
1973年にアメリカ合衆国の社会学者オニール夫妻（ネナ・オニールとジョージ・オニール）によって、夫婦が所有欲、独占欲、嫉妬心に妨げられず、自由に愛人を作れる、社会的、性的に独立した個人を認め合う結婚のスタイルを提唱した本『オープンマリッジ』が書かれ、出版された。この本は150万部以上売れ、文化に大きな影響を与えた。この愛人はサテライト（衛星）パートナーという。

## 特徴
オープンマリッジ＝不倫を認める関係ということになるが、大前提として婚姻関係にあるパートナーを傷つけないように気を使い合うことがあげられ、あくまでも婚姻関係にあるパートナーを最優先としている。

一般的な結婚観にとらわれることのないオープンマリッジなら、夫婦がお互いに束縛し合うこともなく過ごすことができます。
またオープンマリッジを導入することで、夫婦間で解決が難しいストレスを解消されて逆に夫婦仲が改善される可能性があるという意見もある。
オープンマリッジにおいては、外部の関係を持つ際にも必ず事前にパートナーとの合意やルール設定がなされることが一般的である。たとえば「誰とでも自由に会って良いわけではない」「報告する範囲や頻度を決める」など、細かな取り決めを行うことで信頼関係を保ちつつ、それぞれの自由を尊重する。このようなスタイルは、単なる放任とは異なり、お互いの意思を尊重し合いながら自律的に関係性を築いていく成熟した形といえる。結果として、相手の存在を当然としないことで、日常の中での感謝や思いやりが自然と育まれるという側面もあり、固定化された結婚観に縛られない新しい夫婦のあり方として注目されている。

## 疑惑
オープンマリッジは共産圏から西側に向けられた夫婦の価値観を破壊するための工作という見方もあり、事実、共産圏であるロシアや中国ではオープンマリッジは普及していない。

## 題材になった映画
- オープン・マリッジ ある夫婦のカタチ
- エマニエル夫人 シリーズ

## 主な著名人
- ウィル・スミス夫妻 - 2021年に公言[5]。
- ベラ・ソーン
- エズラ・ミラー
- ウィロー・スミス